# This Sporting Life
This Sporting Life es una película dramática británica de 1963 dirigida por Lindsay Anderson . Basada en la novela homónima de 1960 de David Storey.
La película está protagonizada por Richard Harris , Rachel Roberts , William Hartnell y Alan Badel. Fue el primer papel protagónico de Harris y le valió el Premio al Mejor Actor en el Festival de Cine de Cannes de 1963 .

## Sinopsis
La relación de un jugador de rugby con una viuda, dueña de una pensión, le da una lección de amor y responsabilidad.

## Reparto
- Richard Harris como Frank Machin
- Rachel Roberts como Margaret Hammond
- Alan Badel como Gerald Weaver,  propietario del equipo de rugby
- William Hartnell como "Dad" Johnson, un cazatalentos de rugby
- Colin Blakely como Maurice Braithwaite, jugador de rugby
- Vanda Godsell como Anne Weaver, esposa de Gerald
- Anne Cunningham como Judith, novia de Maurice
- Jack Watson como Len Miller, capitán del equipo de rugby
- Arthur Lowe como Charles Slomer
- Harry Markham como Wade, el coach
- George Sewell como Jeff, jugador de rugby
- Leonard Rossiter como Phillips, escritor de deportes
- Katherine Parr como Mrs. Farrer
- Bernadette Benson como Lynda Hammond
- Andrew Nolan como Ian Hammond
- Peter Duguid como el doctor de Margaret
- Wallas Eaton as a waiter at the restaurant
- Anthony Woodruff como Thomas
- Tom Clegg como Gower, jugador de rugby
- Ken Traill como Ken
- Frank Windsor como el dentista
- Kim Leslie como la cantante (no acreditada)
- Edward Fox como Bruce (no acreditado)
- Ian Thompson como el capitán de Batley Town (no acreditado)